# Little Loch Broom
Little Loch Broom ist eine Meeresbucht an der Westküste Schottlands. Sie liegt in den Northwest Highlands und gehört administrativ zur Council Area Highland beziehungsweise der traditionellen Grafschaft Ross-shire.

## Geographie
Die an ihrer Einfahrt 2,3 Kilometer weite Bucht liegt an der Schottischen See an der Meerenge The Minch. Sie liegt zwischen den Buchten Gruinard Bay im Westen und Loch Broom im Osten. Begrenzend sind die Kaps Stattic Point und Cailleach Head. Little Loch Broom schneidet nahezu geradlinig in südöstlicher Richtung 14 Kilometer in die Landmasse ein. Nachdem sich die Bucht kurz nach der Einfahrt auf rund 900 Meter verjüngt, ist sie in der Folge zwischen 1,3 und 2,2 Kilometern weit. Erst ein kurzes Stück vor ihrem Kopf verjüngt sie sich auf wenige hundert Meter. Am Kopf von Little Loch Broom mündet der Dundonnell River ein. In der Bucht befinden sich keine Inseln.
Little Loch Broom befindet sich in einer dünn besiedelten Region der Highlands. Entlang seiner Küstenlinie befinden sich lediglich verschiedene Weiler. Die Weiler Rireavach, Carnach und Scoraig auf der kleinen Halbinsel Scoraig, welche den Abschluss des Nordufers bildet, sind nicht per Auto erreichbar. Stattdessen sind sie über eine Fähre vom gegenüberliegenden Badluarach nach Scoraig erschlossen. Entlang eines Teils des Südufers verläuft die A832, die zahlreiche Ortschaften entlang der schottischen Nordwestküste an das Fernstraßennetz anbindet.